# Nototorchus
Nototorchus – rodzaj chrząszczy z rodziny kusakowatych i podrodziny Osoriinae.
Rodzaj ten wprowadzony został w 1982 roku przez H. Pauline McColl pod nazwą Nototrochus, jednak nazwa ta była już zajęta przez jamochłona i w 1984 autorka nadała mu nową nazwę Nototorchus.  Należą tu dwa gatunki
- Nototorchus ferrugineus (Broun, 1893)
- Nototorchus montanus (Broun, 1910)

Chrząszcze o walcowatym ciele długości od 3,5 do 5 mm, ubarwionym głównie brązowawoczarno lub rudobrązowo, a żółto u osobników nie w pełni wybarwionych (teneralnych). Wierzch ciała ma siateczkowatą mikrorzeźbę i umiarkowany połysk. Głowa, przedplecze i pokrywy są nagie z wyjątkiem szczecinek czuciowych. Głowa jest z wierzchu punktowana, wyposażona w prawie okrągłe oczy. Przedplecze jest szersze niż długie, krótsze od pokryw, delikatnie punktowane. Przedpiersie ma mały wyrostek międzybiodrowy. Pokrywy są 1,1 raza szersze niż długie, o bokach prawie równoległych. Skrzydła tylnej pary są niezredukowane. Na śródpiersiu drobne żeberko przechodzi w wyrostek międzybiodrowy. Odwłok porasta rzadkie owłosienie, a jego punktowanie jest rozproszone. Samiec ma wąskie paramery, tępy czubek edeagusa i pozbawiony jest w aparacie kopulacyjnym wyrostka bocznego. Samicę charakteryzuje silnie zesklerotyzowana spermateka. 
Owady endemiczne dla Nowej Zelandii, znane z Wyspy Północnej i Wyspy Południowej. Spotykane są w ściółce, próchnicy i pod mchami.